# Kung Kodum
Kung Kodum är ett skånskt reggaeband från Helsingborg som var aktiva mellan 2003 och 2006.
Kung Kodums debutskiva, en EP, kom 2003 och hade just titeln Kung Kodum. I maj 2005 kom bandets andra skiva, ett studioalbum, Vik din egen krona, bli din egen kung. Bandets andra fullängdsalbum kom i maj 2006, Medicin som botar. Skivorna är utgivna av skivbolaget I-Ration Records.
Kung Kodum har medverkat vid diverse festivaler, sommaren 2005 spelade man bland annat på Landskrona RotRock, Malmöfestivalen, Helsingborgsfestivalen, Tullakrok och Uppsala Reggae Festival.